# Acerentulus halae
Acerentulus halae är en urinsektsart som beskrevs av Andrzej Szeptycki 1997. Acerentulus halae ingår i släktet Acerentulus och familjen lönntrevfotingar. Inga underarter finns listade i Catalogue of Life.